# Trung đoàn Tác chiến Đường không Đặc biệt (Lục quân Anh)
Các Trung đoàn Tác chiến Đường không Đặc biệt (Special Air Service, SAS) là các đơn vị biệt kích của Lục quân Anh. 3 trung đoàn SAS hiện nay có tiền thân là SAS được thành lập năm 1941 tại chiến trường Bắc Phi bởi Thiếu tá David Stirling, Paddy Mayne và Trung úy Jock Lewes. Sau Chiến tranh Thế giới thứ hai, đơn vị được giải thể, sau được tái lập vào đầu thời kỳ Chiến tranh Lạnh để chống lại mối đe dọa từ Liên Xô và đồng minh thuộc khối xã hội chủ nghĩa. Đơn vị chuyên về các hoạt động chống khủng bố, giải cứu con tin, biệt kích, trinh sát, gián điệp, tình báo, và chiến tranh bất quy ước (unconventional warfare). Phần lớn các thông tin về đơn vị này là bí mật, và các hoạt động của đơn vị thường không được bình luận trước công chúng bởi Chính phủ hay Bộ Quốc phòng Anh quốc.
Hiện nay có 3 trung đoàn SAS: Trung đoàn 22 SAS là trung đoàn thường trực của Lục quân Anh, Trung đoàn 21 và 23 SAS là trung đoàn dự bị thuộc Lực lượng Nội địa Anh, hoạt động độc lập với Trung đoàn 22. Cả 3 trung đoàn đều trực thuộc Bộ Chỉ huy Lực lượng Đặc biệt Anh quốc (United Kingdom Special Forces), chỉ huy bởi Giám đốc Lực lượng Đặc biệt (Director of Special Forces). Các đơn vị đặc nhiệm khác của UKSF gồm có Trung đoàn Tác chiến Đường thủy Đặc biệt (Special Boat Service) của Hải quân Hoàng gia là đơn vị chống khủng bố đường thủy, Trung đoàn Trinh sát Đặc biệt (Special Reconnaissance Regiment) của Lục quân, Liên đoàn Hỗ trợ Lực lượng Đặc biệt (Special Forces Support Group) là đơn vị bộ binh nhẹ liên quân có nhiệm vụ hiệp đồng tác chiến trong các chiến dịch, Trung đoàn 18 Liên lạc Lực lượng Đặc biệt (18 (UKSF) Signal Regiment) của Lục quân có nhiệm vụ điều hành hệ thống thông tin liên lạc trong tác chiến, Không đoàn Không vận Lực lượng Đặc biệt Liên quân (Joint Special Forces Aviation Wing) của Lục quân và Không quân Hoàng gia có nhiệm vụ vận tải đường không.
Phần lớn bài viết này đề cập đến Trung đoàn 22 SAS.

## Lịch sử

### Chiến tranh thế giới thứ hai

#### 1940 - Hình thành các lực lượng đặc công
Tháng 6, 1940, sau cuộc di tản tại Dunkirk, Trung tá tình báo Lục quân Anh là Dudley Clarke, trợ lý cho Tổng Tham mưu trưởng Đại tướng Sir John Dill, đã đề xuất thành lập các đơn vị đổ bộ đường thủy liên quân chuyên phá hoại cơ sở hạ tầng Phe Trục bằng chiến thuật đánh du kích, và được Thủ tướng Anh là Winston Churchill phê duyệt. Các đơn vị này được gọi là Đặc công (Commandos). Dudley Clarke còn thành lập một đơn vị không có thật tên Lữ đoàn Tác chiến Đường không Đặc biệt (Special Air Service Brigade), nhằm đánh lừa quân Đức rằng quân đội Anh có rất đông quân, đặc biệt là các lực lượng nhảy dù và biệt kích.

#### 1941-1942: Phân đội L, Lữ đoàn SAS, và Trung đoàn 1 SAS
Trung úy David Stirling, sĩ quan tại Tiểu đoàn 8 Đặc công đang công tác tại chiến trường Bắc Phi, cùng đồng sự là Trung úy Jock Lewes, đề xuất thành lập một đơn vị biệt kích nhảy dù, chuyên hoạt động ở hậu tuyến địch để do thám và đánh du kích nhằm vào phi cơ đang đáp tạo phi trường, đường tiếp tế của quân địch. Ý tưởng này được phê duyệt bởi Thiếu tướng Neil Ritchie, Phó Tham mưu trưởng, và Đại tướng Auchinleck, Tham mưu trưởng Vùng Trung Đông. Lúc này tại vùng Trung Đông đang có một đơn vị hữu danh vô thực của Anh nhằm đánh lừa quân đội Đức Quốc xã về thực lực quân đội Anh, gọi là Phân đội K, Lữ đoàn SAS, nên đơn vị của Stirling và Lewes được gọi là Phân đội L, Lữ đoàn SAS, được thành lập 7/1941, được chỉ huy bởi David Stirling, cùng các đồng sự là sĩ quan Đặc công, Trung úy Jock Lewes và Trung úy Paddy Mayne.
Những thành viên đầu tiên của SAS được huấn luyện nhảy dù tại sông Nin. Để chuẩn bị cho chiến dịch đặc biệt đầu tiên mang tên Squatter, đội SAS được lệnh di chuyển tới một lán trại để tập kết, nhưng khi đến nơi, họ nhận ra rằng cấp trên không trang bị đồ cắm trại cho mình. Khi đi qua trại lính New Zealand đang thực hiện nhiệm vụ, đặc nhiệm SAS đã đột nhập vào để lấy trộm những gì họ cần. Không chỉ thiếu thốn về trang bị, lực lượng SAS còn không được huấn luyện đầy đủ về kỹ thuật tác chiến. Chỉ huy Anh dự định cho lính SAS nhảy dù xuống các sân bay của Đức tại Libya, sau đó đột nhập vào và dùng chất nổ phá hủy các máy bay tại đây. Nhưng lực lượng này lại không hề có huấn luyện viên nhảy dù chuyên nghiệp, họ cũng chỉ sở hữu một máy bay Bristol Bombay không có khả năng thả dù. Lính SAS buộc phải tự huấn luyện nhảy dù cho nhau, hậu quả là nhiều người bị thương do tiếp đất sai kỹ thuật.
Chính sự thiếu thốn về trang bị và kỹ năng đã biến nhiệm vụ đầu tiên của SAS thành thảm họa. Khi nhảy dù xuống Libya, họ chỉ thu hồi được hai trong số 11 hòm vũ khí được thả xuống, 9 hòm còn lại bị thất lạc. Lính SAS sớm bị quân Đức phát hiện và chống trả quyết liệt, khiến họ bị thiệt hại nặng mà không phá hủy được chiếc máy bay nào của địch. Chỉ có 22 người trong đội thoát thân, còn lại đều bị bắt hoặc thiệt mạng. Tại nhiêm vụ thứ hai, SAS được vận chuyển bởi Liên đoàn Viễn thám Sa mạc (Long Range Desert Group) trên các xe jeep cơ động hơn được thiết kế cho môi trường sa mạc, và đã tấn công thành công 3 sân bay Đức ở Libya, phá hủy được 60 máy bay mà không bị thương vong.
Tháng 9/1942, Phân đội L, Lữ đoàn SAS trở thành một trung đoàn chính thức của quân đội A, đổi tên là Trung đoàn 1 SAS, bao gồm có 4 đại đội lính Anh, một đại đội lính Pháp quốc Tự do, một đại đội lính Hy Lạp, và một đại đội thuyền (tiền thân của SBS).

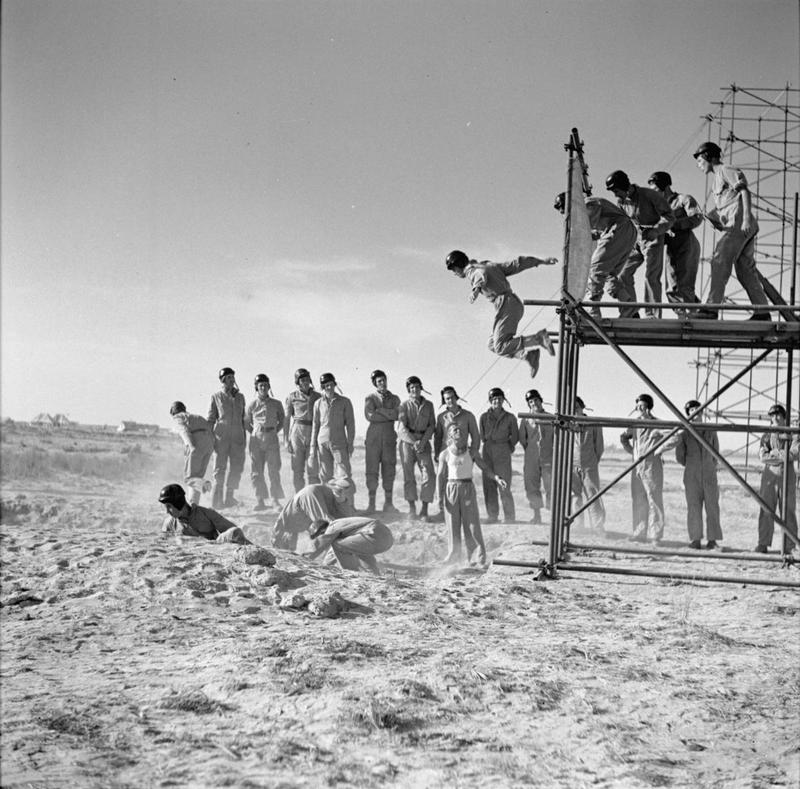
Các thành viên SAS huấn luyện mô phỏng nhảy dù tại Bắc Phi.

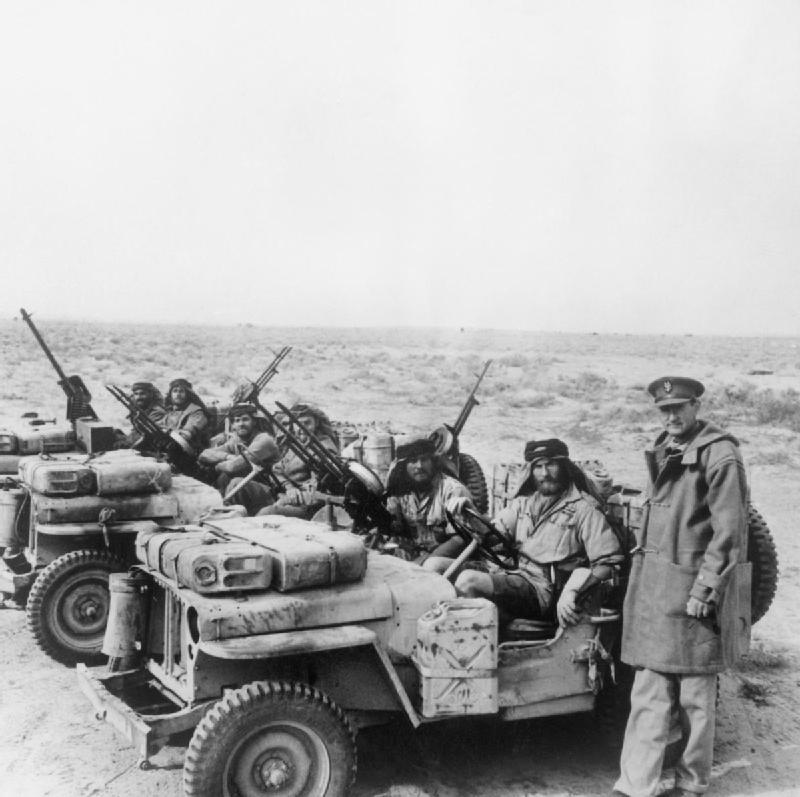
David Stirling cùng các thành viên SAS trên chiếc xe jeep đặc trưng tại Bắc Phi, 1/1943.

| Các sĩ quan sáng lập Phân đội L, Lữ đoàn Tác chiến Đường không Đặc biệt | Các sĩ quan sáng lập Phân đội L, Lữ đoàn Tác chiến Đường không Đặc biệt | Các sĩ quan sáng lập Phân đội L, Lữ đoàn Tác chiến Đường không Đặc biệt |
| ----------------------------------------------------------------------- | ----------------------------------------------------------------------- | ----------------------------------------------------------------------- |
|                                                                         |                                                                         |                                                                         |

#### 1943 - SRS và Trung đoàn 2 SAS
Tháng 1/1943, Trung tá David Stirling bị quân Đức bắt sống tại Tunisia, và Thiếu tá Paddy Mayne lên nắm quyền thay. Tháng 4/1943, Trung đoàn 1 SAS được tổ chức lại thành Đại đội Đột kích Đặc biệt (Special Raiding Squadron) do George Jellicoe chỉ huy. Một đơn vị của Tiểu đoàn 62 Đặc công chỉ huy bởi Trung tá Bill Stirling, anh trai của David Stirling, trở thành Trung đoàn 2 SAS vào tháng 5.
Mùa hè năm 1943, SRS và 2 SAS tham gia Chiến dịch Husky, cuộc đổ bộ của Quân Đồng minh vào Italia, với vai trò đột kích vào các cơ sở bên bờ biển. Sau đó cả SRS và Trung đoàn 2 SAS tham gia chiến đấu tại bán đảo Ý. Cuối năm 1943, SRS trở lại thành Trung đoàn 1 SAS, và cùng với Trung đoàn 2 SAS được đặt dưới quyền chỉ huy của Sư đoàn 1 Nhảy dù.

#### 1944 - SAS Quân
Tháng 3/1944, SAS Quân (Special Air Service Troops), trực thuộc Không lực Lục quân Anh, được thành lập do Chuẩn tướng Roderick McLeod chỉ huy. Lữ đoàn SAS bao gồm:
- Trung đoàn 1 SAS (Anh quốc)
- Trung đoàn 2 SAS (Anh quốc)
- Trung đoàn 3 SAS (Pháp quốc Tự do) - 2e Régiment de Chasseurs Parachutistes
- Trung đoàn 4 SAS (Pháp quốc Tự do) - 3e Régiment de Chasseurs Parachutistes
- Trung đoàn 5 SAS (Bỉ)
- Đại đội F - phụ trách viễn thông liên lạc
- Trung đoàn Liên lạc Tổng Hành dinh (GHQ Liaison Regiment)

Lữ đoàn SAS có nhiệm vụ nhảy dù vào phía sau hậu tuyến quân Đức, ở Pháp, và tiến hành các hoạt động hỗ trợ Quân Đồng minh tiến công vào Pháp, Bỉ, Hà Lan và Đức. Năm 1942, Hitler ra mệnh lệnh Kommandobefehl, yêu cầu mọi lính biệt kích Đồng minh bị bắt sẽ bị xử tử ngay mà không cần xét xử. Trong chiến dịch Bulbasket năm 1944, 34 lính SAS rơi vào tay quân Đức đã bị xử tử ngay tức khắc. Ở chiến dịch Loyton cùng năm đó, 31 đặc nhiệm SAS cũng chịu chung số phận. Trung đoàn 2 SAS kiêm thêm vai trò hỗ trợ các lực lượng kháng chiến địa phương, tiêu biểu như Chiến dịch Tombola tại Italia, khi các du kích quân Italia và Nga cộng tác với Trung đoàn 2 SAS với phiên hiệu Tiểu đoàn SAS Đồng minh.

#### 1945
Tháng 3/1945, Chuẩn tướng Mike Calvert, cựu chỉ huy Chindit từ chiến trường Miến Điện, chỉ huy SAS Quân. Chiến tranh thế giới thứ hai tại mặt trận châu Âu kết thúc 08/05/1945, tổng cộng SAS bị thiệt mạng 330 người

### Chiến tranh lạnh

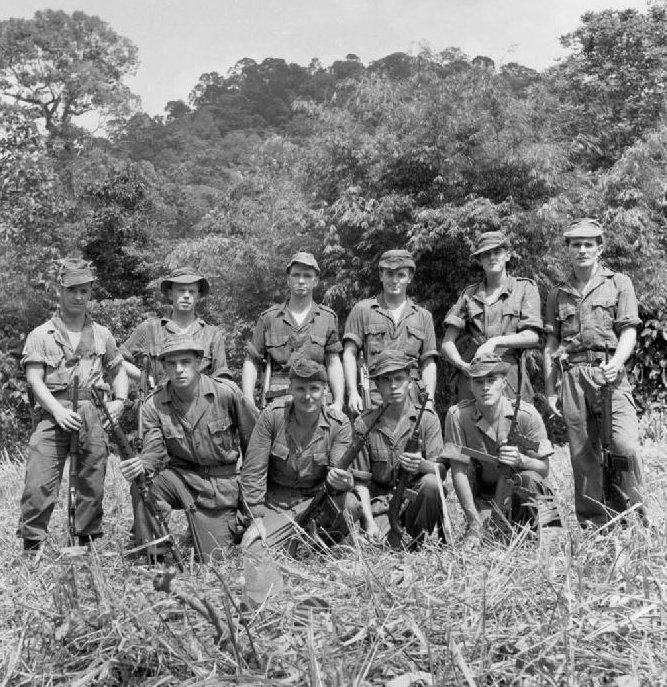
Các đặc nhiệm Trung đoàn 22 SAS tại Mã Lai, 1957.

#### Sự kiện khẩn cấp Mã Lai

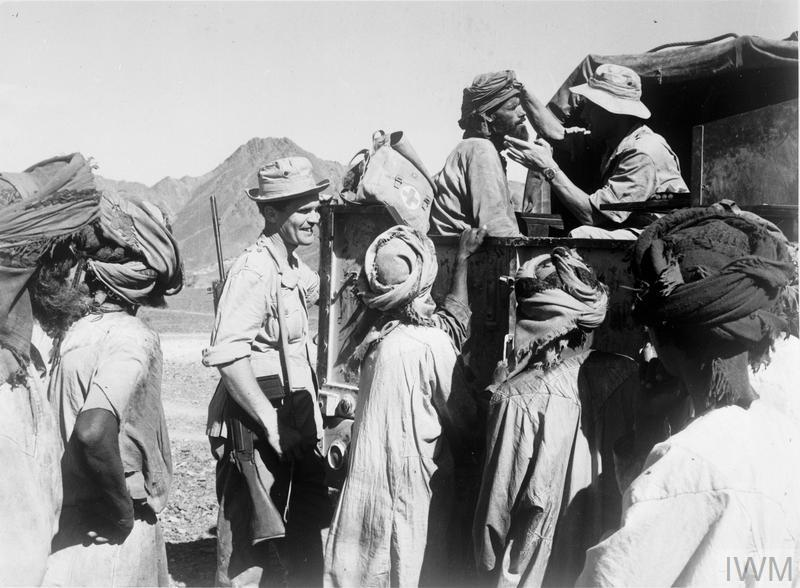
Thành viên Trung đội 3, Đại đội A, Trung đoàn 22 SAS chữa trị cho người dân tại một ngôi làng hẻo lánh ở Oman, 1970.

#### Borneo

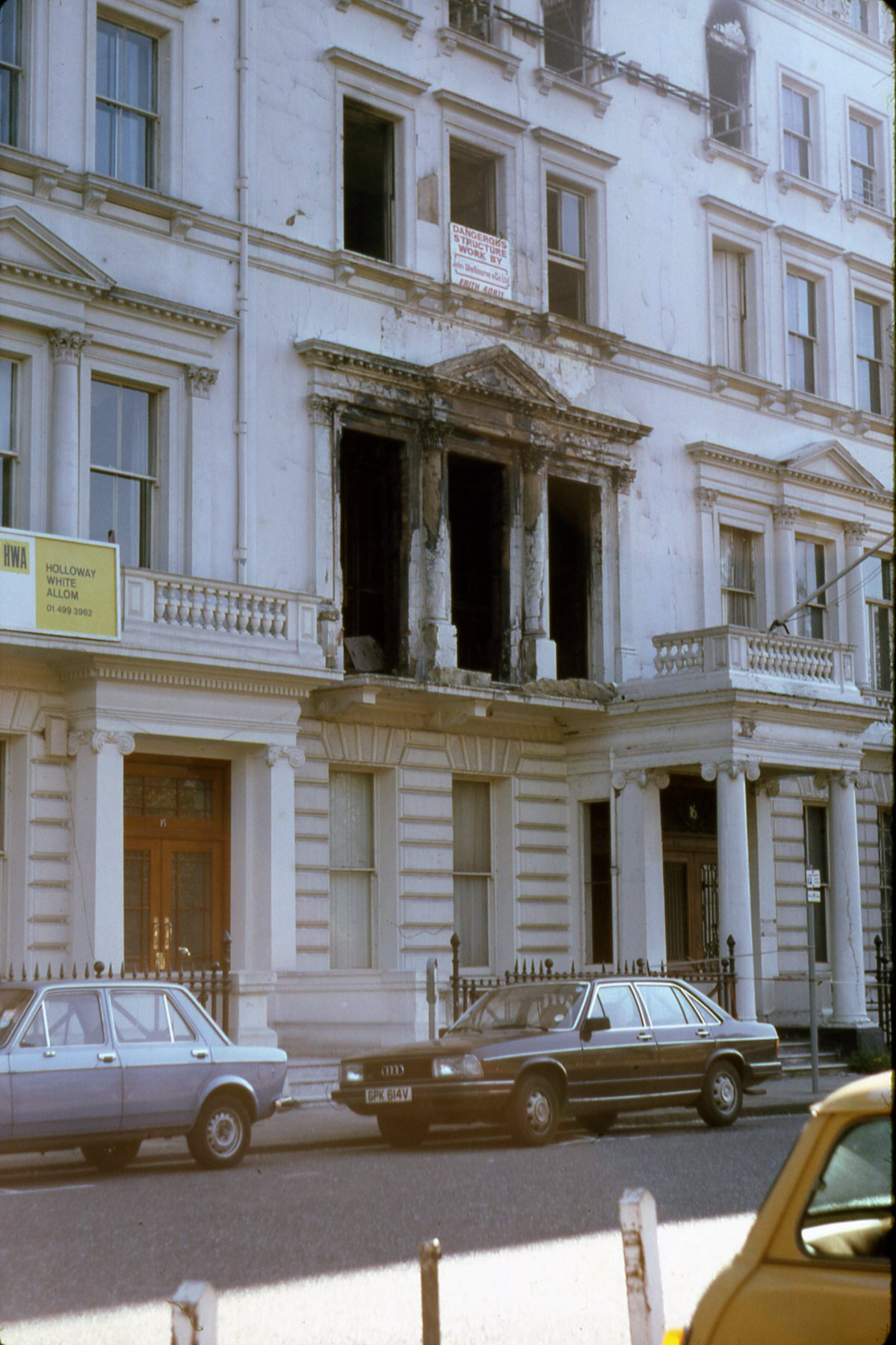
Tầng 1 đằng trước tòa Đại sứ quán Iran tại London bị hư hại do cháy sau cuộc tấn công giải cứu con tin của Đại đội B, Trung đoàn 22 SAS, 5/5/1980. Sự kiện này, phiên hiệu Chiến dịch Nimrod, là lần đầu tiên tên tuổi Trung đoàn 22 SAS được biết tới trước công chúng một cách rộng rãi.

#### Chiến tranh Falkland

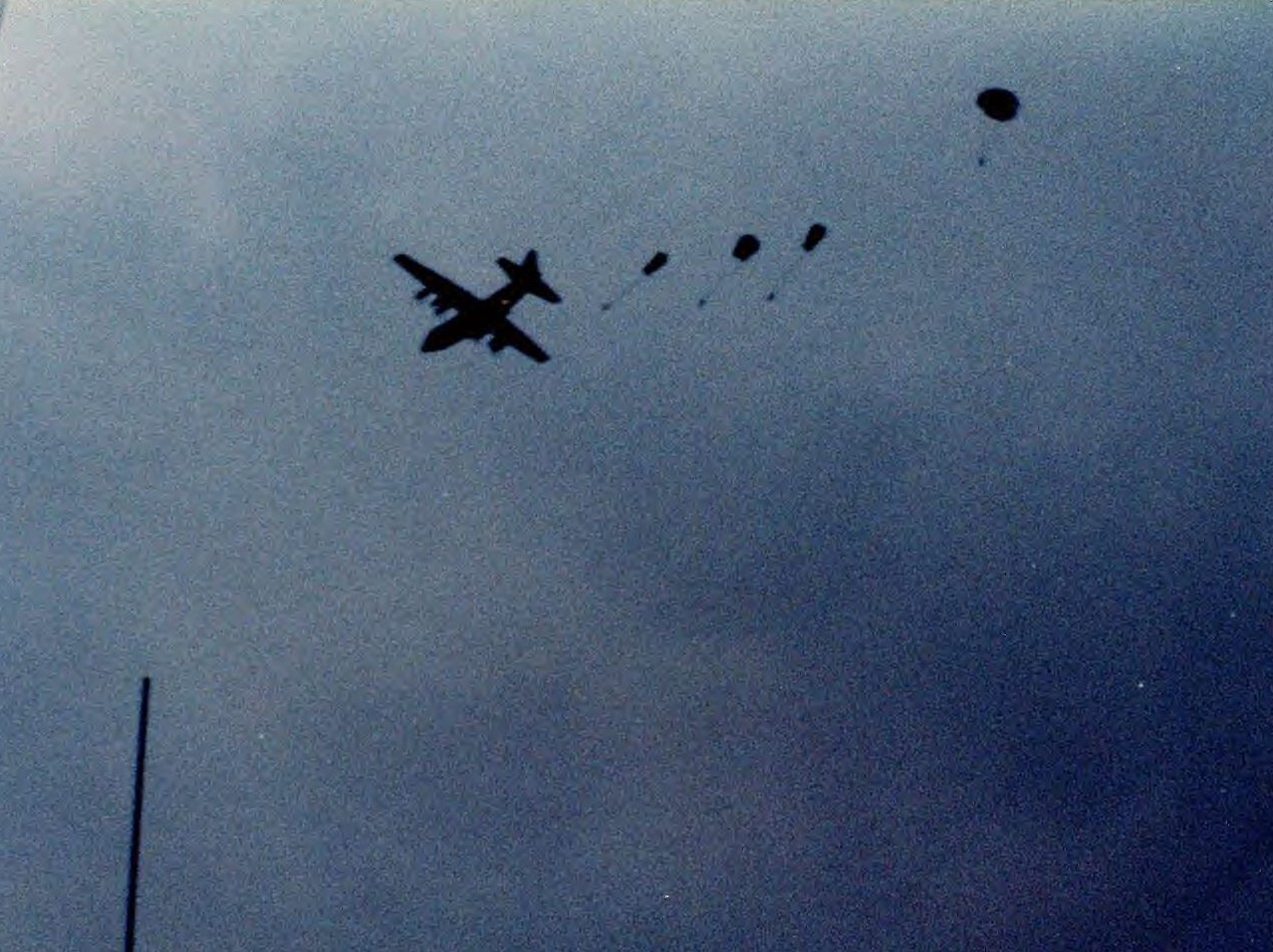
4 đặc nhiệm Đại đội B, Trung đoàn 22 SAS nhảy dù xuống biển để lên tàu khu trục HMS Cardiff trên đường tới Falkland trong cuộc chiến tranh Falkland, 1982.

## Tổ chức
Hiện nay có 3 trung đoàn SAS. Trung đoàn 22 SAS là trung đoàn thường trực của Lục quân Anh, còn Trung đoàn 21 và 23 SAS là trung đoàn trừ bị, gọi chung là Special Air Service (Reserve) (SAS(R)).

### Tổ chức Trung đoàn 22 SAS
Trung đoàn 22 SAS có khoảng 400 tới 600 người. Trung đoàn có 4 đại đội đao (sabre squadron) tác chiến: A, B, D, G. Mỗi đại đội có khoảng 65 người, được chỉ huy bởi một Thiếu tá, được chia làm một tiểu đội chỉ huy và 4 trung đội (troop) tác chiến, chỉ huy bởi một Đại úy, và mỗi trung đội được đào tạo về một loại hình thâm nhập tác chiến: Trung đội Nhảy dù (Air Troop) chuyên về nhảy dù tầm cao và rơi tự do, Trung đội Thuyền (Boat Troop) chuyên về thâm nhập đường thủy bằng ca-nô; thuyền cao su; bơi lặn; với vai trò tương tự SBS, Trung đội Sơn cước (Mountain Troop) chuyên về chiến đấu tại địa hình đồi núi và băng tuyết, và Trung đội Cơ động (Mobility Troop) chuyên về sử dụng các phương tiện cơ giới nhỏ và tác chiến trong môi trường sa mạc. Mỗi đại đội có số hiệu riêng. Mỗi trung đội có khoảng 16 người, chia làm 4 đội 4 người, đều được đào tạo các kỹ năng căn bản như trinh sát và nhảy dù mở tự động, và mỗi người có thêm ít nhất một kỹ năng chuyên môn như bộc phá, quân y, thông tin liên lạc, bắn tỉa, thông dịch viên, gọi không kích.
Tổ chức của Trung đoàn 22 SAS:
- Bộ Tư lệnh Trung đoàn (RHQ)
  - Ban Tư lệnh
    - Phòng hậu cần
    - RAO
    - MT/LAD
    - Y tế
    - An sinh

  - Đại đội A
    - Trung đội 1 (Thuyền), Trung đội 2 (Nhảy dù), Trung đội 3 (Cơ động), Trung đội 4 (Sơn cước)

  - Đại đội B
    - Trung đội 6 (Thuyền), Trung đội 7 (Nhảy dù), Trung đội 8 (Cơ động), Trung đội 9 (Sơn cước)

  - Đại đội D
    - Trung đội 16 (Nhảy dù), Trung đội 17 (Thuyền), Trung đội 18 (Cơ động), Trung đội 19 (Sơn cước)

  - Đại đội G
    - Trung đội 21 (Cơ động), Trung đội 22 (Sơn cước), Trung đội 23 (Thuyền), Trung đội 24 (Nhảy dù)

  - Ban điều hành tác chiến (Operational cell)
    - Joint Targeting Cell
    - Cap
    - Tình báo

  - Formation Readiness Wing
  - Phòng Chống khủng bố (Counter Terrorist Wing)
  - Đại đội Hỗ trợ Nhảy dù (Parachute Support Squadron), đóng tại tại RAF Brize Norton.
  - Đại đội Huấn luyện
    - SASC Cell
    - Đại đội Tuyển chọn (Selection Cell)
    - Trung tâm đào tạo (Education centre)
    - Trung tâm y tế (Medical centre)
    - RIC
    - Phân đội L (L Detachment)

### Đại đội E
Đại đội E (E Squadron), còn được biết đến với tên The Increment hay Revolutionary Warfare Wing, là đơn vị gồm các đặc nhiệm chuyên hỗ trợ Cục Tình báo mật (SIS/MI6). Các đặc nhiệm được tuyển là những người có thâm niên, trước đây chỉ tuyển từ SAS, nhưng sau này bao gồm cả SBS, SRR, Joint Support Group. Đại đội E có vai trò hỗ trợ công tác gián điệp, bảo vệ gián điệp, bí mật cộng tác với lực lượng nước sở tại, và được miêu tả bởi hai cựu đặc nhiệm Đại đội B, Trung đoàn 22 SAS là Andy McNab và Chris Ryan là những người ưu tú nhất và là hình mẫu đời thực của James Bond. Đại đội E lần đầu được tiết lộ trong một bài báo năm 2012 của đài BBC về một nhóm đặc nhiệm Đại đội E mặc thường phục bị bắt bởi phiến quân Libya. Năm 2021, một thông báo về việc thăng cấp cho các binh sĩ được gửi dưới dạng email ra toàn Chính phủ Anh đã tiết lộ danh tính nhiều đặc nhiệm, bao gồm cả đặc nhiệm Đại đội E.

### SAS(R)
Trung đoàn 21 và 23 SAS hoạt động độc lập với Trung đoàn 22 SAS. Trong giai đoạn 2014-2019, hai trung đoàn này bị chuyển sang Lữ đoàn 1 Tình báo, Do thám, Trinh sát (1st ISR Bde), và quay trở lại với UKSF năm 2019. Khác với Trung đoàn 22 SAS, Trung đoàn 21 và 23 SAS có tuyển thường dân chưa có kinh nghiệm quân ngũ. Trung đoàn 21 SAS tuyển quân tại vùng Nam Anh và xứ Wales, và Trung đoàn 23 SAS tuyển quân tại vùng Midlands, Bắc Anh và Scotland. Hai trung đoàn còn có chuyên viên liên lạc đi kèm từ Đại đội 63 (UKSF) Liên lạc, từ Trung đoàn 18 (UKSF) Liên lạc.
| Trung đoàn 21 SAS (R)    | Trung đoàn 23 SAS (R)           |
| ------------------------ | ------------------------------- |
| Đại đội Chỉ huy (London) | Đại đội Chỉ huy (Birmingham)    |
| Đại đội A (London)       | Đại đội B (Yorkshire và Humber) |
| Đại đội C (Hampshire)    | Đại đội D (Scotland)            |
| Đại đội E (Wales)        | Đại đội G (Newcastle/Liverpool) |

## Tuyển mộ và huấn luyện

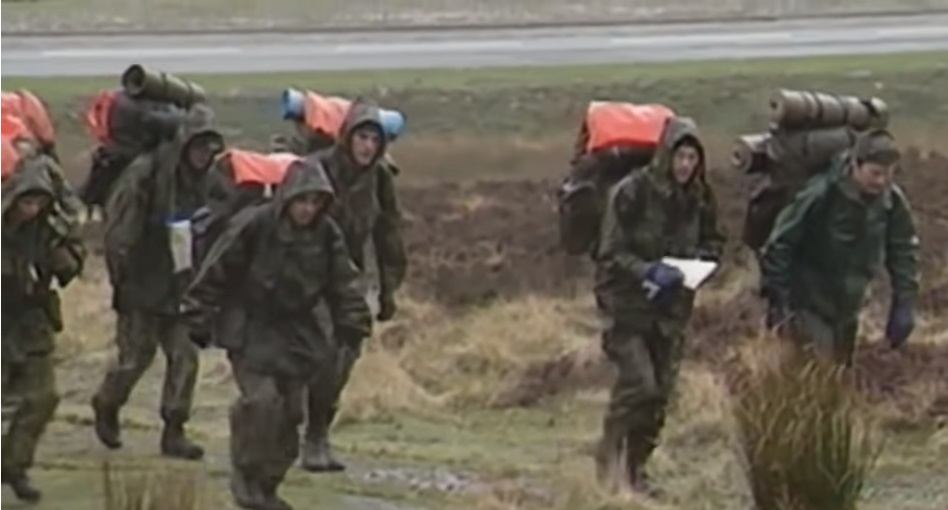
Các ừng viên tham dự vòng kiểm tra của kỳ tuyển chọn UKSF hành quân tại dãy núi Brecon Beacons ở miền nam Wales.

Trung đoàn 22 SAS chỉ tuyển các ứng viên là những người đang trong quân ngũ, từ các quân chủng cúa Quân đội Anh. Cứ 125 lính dự tuyển vào Trung đoàn 22 SAS thì chỉ chọn được 10 người đủ tiêu chuẩn. Chỉ các ứng viên có sức chịu đựng tốt nhất, khỏe nhất và thể hiện khao khát muốn gia nhập lớn nhất mới được gia nhập SAS.

### Xét tuyển

#### Sơ tuyển
Khi đã xác định mục tiêu gia nhập SAS, các ứng viên cần nộp Đơn hướng dẫn hành chính chung trong quân đội (AGAI) để xác nhận rằng mình nhận thức đầy đủ các thách thức phía trước. Sau đó, các ứng viên cần vượt qua vòng Kiểm tra Sức khỏe Chiến đấu (BFT) diễn ra tại sở chỉ huy SAS ở Stirling Lines, Hereford. Trong bài kiểm tra BFT, các ứng viên phải chạy 2,5 km theo đội hình tổ trong 15 phút, sau đó chạy cá nhân ở quãng đường tương tự với thời gian dưới 10 phút 30 giây. Thông thường có khoảng 10% ứng viên trượt trong bài kiểm tra này. Sau khi nộp đơn và kiểm tra sức khỏe, các ứng viên sẽ chờ đến khi đợt tuyển lựa bắt đầu, thường thì quá trình lựa chọn này diễn ra hai lần mỗi năm vào mùa hè và mùa đông, bất kể nóng bức hay giá rét. Quá trình lựa chọn và huấn luyện đặc nhiệm SAS sẽ diễn ra theo ba giai đoạn.

#### Giai đoạn 1: Kiểm tra
Giai đoạn một là rèn sức chịu đựng, thể chất và khả năng định hướng, hay còn gọi là "giai đoạn học trên đồi". Đây là giai đoạn kiểm tra cả về thể chất và tinh thần của các ứng viên. Giai đoạn học trên đồi này kéo dài ba tuần ở Brecon Beacons và Black Hills ở miền nam Wales. 
Các ứng viên phải khoác ba lô hành quân đường dài với trọng lượng tăng dần theo khung thời gian ngày một hạn hẹp, định hướng đường đi giữa các chốt có huấn luyện viên giám sát. Mỗi ứng viên sẽ được phát một thiết bị định hướng để tự tìm đường đến địa điểm tiếp theo. Giai đoạn này có hai khoa mục chính là cuộc hành quân "Fan Dance" dài 24 km ở núi Brecon Beacons thuộc xứ Wales và hành quân đường dài 64 km "Long Drag", nơi sức chịu đựng của họ bị đẩy lên đến cực điểm. Họ phải mang ba lô nặng 25 kg cộng thêm súng trường, lương thực và nước uống, và chỉ được sử dụng bản đồ và la bàn để định hướng trong thời gian tối đa cho phép là 20 giờ.
Giai đoạn kiểm tra này cũng là giai đoạn kiểm tra chung cho tất cả ứng viên UKSF, dù là ứng viên SAS, SBS hay SRR.

#### Giai đoạn 2: Huấn luyện trong rừng
Giai đoạn hai là huấn luyện trong rừng: các ứng viên sau khi vượt qua giai đoạn một sẽ chuyển sang huấn luyện tại Belize nằm sâu trong các khu rừng. Các ứng viên sẽ học các nguyên tắc cơ bản là sinh tồn và tuần tra trong các điều kiện khắc nghiệt. Các ứng viên sẽ hoạt động theo tổ 4 người và được cấp khẩu phần ăn để tiến hành các chuyến tuần tra trong rừng kéo dài nhiều tuần phía sau "phòng tuyến kẻ thù" với yêu cầu phải sống sót. Các kỹ năng được tôi luyện trong giai đoạn này là di chuyển, ngụy trang, mai phục và phản mai phục, giao chiến, và rút lui chiến thuật.
Đây là những thử thách thật sự về cả tinh thần lẫn thể chất. Các lực lượng đặc nhiệm cần những người có thể hoàn thành nhiệm vụ dù liên tục chịu áp lực, trong các môi trường khắc nghiệt kéo dài nhiều tuần mà không hề được giải cứu về căn cứ.

#### Giai đoạn 3: Trốn thoát, Tránh bị bắt giữ, và Tra hỏi Chiến thuật
Giai đoạn ba có tên gọi Trốn thoát, Tránh bị bắt giữ (Escape & Evasion) và Tra hỏi Chiến thuật (Tactical Questioning). Thông thường chỉ có một lượng nhỏ ứng viên vượt qua giai đoạn huấn luyện trên đồi và trong rừng để bước vào giai đoạn huấn luyện cuối cùng. 
Trong khóa học E&E, các ứng viên được chỉ dẫn ngắn gọn về các kỹ thuật chạy trốn thích hợp, và có thể sẽ được trò chuyện với Cựu tù binh chiến tranh (POW) hoặc các lính đặc nhiệm từng rơi vào tính huống E&E trong thực tế. Tiếp đó, các ứng viên sẽ được thả vào vùng nông thôn, mặc các bộ quân phục từ thời Thế chiến II với nhiệm vụ tìm cách vượt qua một loạt các địa điểm mà không bị "kẻ địch" săn lùng, bắt giữ. Khóa học này kéo dài ba ngày, sau đó dù bị bắt hay không, tất cả các ứng viên sẽ phải tham gia khoa mục TQ.
Tra hỏi Chiến thuật (TQ) kiểm tra khả năng chống thẩm vấn của lính đặc nhiệm SAS trong tương lai. Các ứng viên sẽ bị thẩm vấn rất khắc nghiệt, thường là bị bắt đứng nghiêm nhiều giờ và bị tra tấn bởi những tiếng ồn cực lớn xung quanh. Họ chỉ được phép trả lời về tên, cấp bậc, số hiệu và ngày tháng năm sinh với thẩm vấn viên, và tuyên bố "xin lỗi tôi không thể trả lời" với mọi câu hỏi khác. Nếu làm sai, ứng viên sẽ không vượt qua được khóa huấn luyện này. Tuy nhiên, thẩm vấn viên sẽ sử dụng mọi chiêu trò để buộc ứng viên trả lời, và tình huống thẩm vấn thực tế sẽ khắc nghiệt hơn rất nhiều, thậm chí có thể khiến họ mất mạng. Việc phải đứng nghiêm trong thời gian dài và bị tra tấn bởi tiếng ồn khiến ứng viên bị mất nhận thức về thời gian, không gian và rất dễ phạm sai lầm. Đặc nhiệm SAS cần những người chịu được sự tra khảo như vậy trong thời gian dài.

### Huấn luyện chuyên sâu
Một số ít ứng viên vượt qua quá trình tuyển lựa và huấn luyện khắc nghiệt trên sẽ được trao chiếc mũ nồi màu be với biểu tượng dao găm có cánh nổi bật để trở thành thành viên mới của đặc nhiệm SAS. Sau khi được biên chế vào trung đoàn SAS thường trực, họ sẽ tiếp tục được huấn luyện chuyên sâu, và nhiều lính SAS vẫn bị gửi trả về đơn vị trong quá trình huấn luyện này.

## Các thành viên nổi tiếng

### Trung đoàn 22 SAS
- Simon Mann: Cựu sĩ quan, gốc từ Trung đoàn Scots Guards. Bị cáo buộc cầm đầu cuộc đảo chính năm 2004 tại Guinea Xích đạo.
- Chris Ryan (tên thật Colin Armstrong): Trung sĩ Trung đội 7, Đại đội B, gốc từ Trung đoàn 23 SAS. Người duy nhất trốn thoát của toán trinh sát Bravo Two Zero trong Chiến tranh Vùng vịnh. Tác giả loạt tiểu thuyết Strike Back được chuyển thể thành phim truyền hình của đài ITV.
- Andy McNab (tên thật Steven Billy Mitchell): Trung sĩ Trung đội 7, Đại đội B, gốc từ Trung đoàn Royal Green Jackets, từng công tác với Đại đội 14 Quân báo (tiền thân của SRR) và The Increment (tiền thân Đại đội E). Chỉ huy toán trinh sát Bravo Two Zero trong Chiến tranh Vùng vịnh. Tác giả nhiều đầu sách.
- John McAleese: Trung đội 7, Đại đội B, gốc từ binh chủng Công binh Hoàng gia, hoàn thành khóa Đặc công Liên quân. Người đầu tiên trên ban công trong cuộc giải cứu con tin tại Đại sứ quán Iran ở London, 1980.
- Christian Craighead: Gốc Trung đoàn Nhảy dù. Tham gia cuộc tấn công chống khủng bố và giải cứu con tin năm 2019 tại tòa nhà Dusit D2, Nairobi, Kenya.
- Jamie Lowther-Pinkerton: Cựu sĩ quan, gốc từ Trung đoàn Irish Guards. Cựu thư ký riêng cho Thân vương William và Vương tử Harry.
- Henry Worsley: Trung tá, gốc từ Trung đoàn Royal Green Jackets và The Rifles. Nhà thám hiểm.
- Jeffrey Cooks: Chuẩn tướng, gốc từ Trung đoàn Staffordshire. Là Giám đốc Điều phối An ninh đầu tiên của Vương thất Anh,
- Terry Forrestal: Gốc từ Trung đoàn Nhảy dù. Diễn viên đóng thế.
- Bronco Lane: Thiếu tá, gốc từ binh chủng Pháo binh Hoàng gia. Tác giả và nhà thám hiểm, đã chinh phục đỉnh Everest năm 1976.
- Peter McAleese: Gốc từ Trung đoàn Nhảy dù. Lính đánh thuê.
- Lofty Wiseman: Gốc từ Trung đoàn Nhảy dù, gia nhập quân đội năm 18 tuổi và gia nhập Trung đoàn 22 SAS năm 19 tuổi. Tác giả, nhà thám hiểm, người dẫn chương trình truyền hình và cố vấn sinh tồn.
- Nick Downie: Gia nhập Trung đoàn 22 SAS khi chưa từng qua quân đội. Phóng viên chiến trường và ký giả.
- Mark Billingham: Gốc từ Trung đoàn Nhảy dù. Huấn luyện viên của chương trình truyền hình thực tế SAS: Who Dares Wins.
- Melvyn Downes: Huấn luyện viên của chương trình truyền hình thực tế SAS: Who Dares Wins, và thành viên của Hướng đạo Anh quốc Hải ngoại.
- Jay Morton. Gốc từ Trung đoàn Nhảy dù. Huấn luyện viên của chương trình truyền hình thực tế SAS: Who Dares Wins, và nhà thám hiểm núi Everest.
- Colin Maclachlan: Gốc từ Trung đoàn Royal Scots. Huấn luyện viên của chương trình truyền hình thực tế SAS: Who Dares Wins.
- Louis Rudd: Gốc từ Thủy quân Lục chiến Hoàng gia và Trung đoàn Nhảy dù. Nhà thám hiểm, là người Anh đầu tiên và thứ hai trên thế giới trượt tuyết một mình tại Nam Cực.
- John Ridgway: Gốc từ Trung đoàn Nhảy dù. Vận động viên chèo thuyền, nhà thám hiểm và nhà vận động môi trường biển.
- Ben Griffin: Gốc từ Trung đoàn Nhảy dù, cựu binh Đại đội G, Trung đoàn 22 SAS. Nhà vận động vì hòa bình và phản chiến.
- Charles Bruce: Gốc từ Trung đoàn Nhảy dù, Trung sĩ cựu binh Trung đội 7, Đại đội B, và Trung đội 24, Đại đội G. Phi công, vệ sĩ, và vận động viên dù lượn.

### Trung đoàn 21 SAS
- Bear Grylls: Nhà thám hiểm, tác giả, và người dẫn chương trình truyền hình.
- Sir Hendy Brazier: Cựu Dân biểu Đảng Bảo thủ.
- Sir Ranulph Fiennes: Cựu Trung úy, gốc từ Trung đoàn Royal Scots Grey và Trung đoàn 22 SAS. Nhà thám hiểm, nhà văn và nhà thơ. Tác giả tiểu thuyết The Feather Men, sau được chuyển thể thành phim Killer Elite. Thành viên của đoàn Transglobe Expedition, là đoàn thám hiểm đầu tiên đi vòng quanh thế giới theo chiều bắc-nam, và là một trong hai người đi hết chặng hành trình.
- Oliver Shepard: Gốc từ Trung đoàn Coldstream Guards. Nhà thám hiểm, thành viên của đoàn Transglobe Expedition.
- Tip Tipping: Gốc từ Thủy quân Lục chiến Hoàng gia. Diễn viên đóng thế.
- Steve Truglia: Sau gia nhập SBS dự bị. Diễn viên đóng thế.
- Charles R. Burton: Nhà thám hiểm, một trong hai thành viên đi hết chặng hành trình của đoàn Transglobe Expedition.

### Trung đoàn 23 SAS
- Michael Asher: Cựu binh Đại đội B, Trung đoàn 23 SAS. Nhà thám hiểm, tác giả, và nhà vận động môi trường.
- Richard Tomlinson: Gốc từ Trung đoàn 21 SAS. Cựu tình báo viên Cục Tình báo mật. Từng bị ngồi tù vì vi phạm luật giữ bí mật chính phủ khi xuất bản sách. Từng giúp doanh nhân Mohamed Al-Fayed điều tra cái chết của con trai là Dodi Fayed và tình nhân là Vương phi Diana.
- Anthony Hunter-Choat: Gốc từ Binh đoàn Lê dương Pháp và binh chủng Pháo binh Hoàng gia. Đại tá cựu tư lệnh Trung đoàn 23 SAS, và cố vấn tại NATO. Ông trở thành Chuẩn tướng trong quân đội Oman, chỉ huy lực lượng đặc biệt. Uỷ viên Hiệp hội Nghệ thuật Hoàng gia Anh (FRSA).
- Frank Collins: Gốc từ Trung đoàn 22 SAS, là đặc nhiệm đầu tiên tiến vào tòa Đại sứ quán Iran trong chiến dịch chống khủng bố 5/5/1980. Linh mục Anh giáo, và tuyên úy cho Trung đoàn 23 SAS và Trung đoàn Nhảy dù.

### Các thành viên đã hy sinh
- Alfred John Crouch
- James Venney Blakeney
- O.H. Ernst
- J.B. Davies
- Ernest Charles Roland Barker
- Claude William
- Walter Carter
- Michael Philip Murphy
- William Edward White
- Colin Patrick Martin
- Talaiasi Labalaba: Hy sinh trong trận Mirbat tại Oman, 19/07/1972.
- Michael John Anthony Kealy
- Herbert Westmacott
- Leslie Barker
- John Newton
- Sidney Albert Ivor Davidson
- Lawrence Gallagher
- Paul Alan Bunker
- Patrick O'Connor
- Malcolm Atkinson
- Edward Thomas Walpope
- Cavin John Hamilton
- Alistair Ira Slater
- Vincent David Phillips
- Steven John Lane
- Robert Gaspare Consiglio
- Fergus McIndoe Rennie
- Liam Collins
- Brad Tinnion
- Julian Davies
- Jonathan Hollingsworth
- Mark Lawrence Powell
- Eddie Collins
- John James Battersby
- Lee Fitzsimmons
- Nicolas Brown
- Richard Larkin
- Paul Stout
- Lloyd Newell
- Matthew Tonroe

## Các đơn vị tương đương

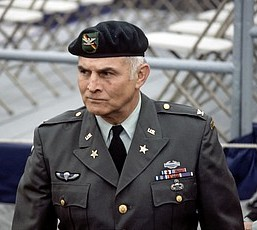
Đại tá Charles Beckwith, sĩ quan Lực lượng Đặc biệt Lục quân Hoa Kỳ, từng là sĩ quan trao đổi với Trung đoàn 22 SAS tại Mã Lai, và dùng hình mẫu tổ chức và huấn luyện của trung đoàn 22 SAS làm nên tảng thành lập Lực lượng Delta. Trong hình là Đại tá Beckwith với phù hiệu nhảy dù của SAS trên ngực phải.

Trung đoàn 22 SAS trở thành hình mẫu cho nhiều đơn vị đặc nhiệm chống khủng bố trên thế giới.
Các đơn vị mà tiền thân từng thuộc SAS của Anh quốc:
- Liên hiệp Anh - Trung đoàn Tác chiến Đường thủy Đặc biệt (Special Boat Service)

- Pháp - Trung đoàn 1 Lính thủy Đánh bộ Nhảy dù (1er Régiment de Parachutistes d'Infanterie de Marine)
- New Zealand - Trung đoàn 1 Tác chiến Đường không Đặc biệt New Zealand (1st New Zealand Special Air Service Regiment)
- Bỉ - Liên đoàn Lực lượng Đặc biệt (Special Forces Group)
- Hy Lạp - Lữ đoàn 1 Biệt cách Nhảy dù "El Alamein" (1η Ταξιαρχία Kαταδρομών-Αλεξιπτωτιστών «Ελ Αλαμέιν»)
- Rhodesia - Đại đội C (Rhodesia) Trung đoàn Tác chiến Đường không Đặc biệt ("C" Squadron (Rhodesian), Special Air Service), sau là Trung đoàn 1 (Rhodesia) Tác chiến Đường không Đặc biệt (1 (Rhodesian) Special Air Service Regiment)

Các đơn vị thành lập dựa trên mô hình của Trung đoàn 22 SAS:
- Australia - Trung đoàn Tác chiến Đường không Đặc biệt (Special Air Service Regiment)
- Hoa Kỳ - Lực lượng Delta (1st Special Forces Operational Detachment - Delta)
- Israel - Sayeret Matkal (סיירת מטכ״ל)
- Oman - Lực lượng Đặc biệt Vương quốc Oman (قوات السلطان الخاصة)

## Trong văn hóa đại chúng
- Loạt tiểu thuyết và phim James Bond
- Phần truyện Modern Warfare của trò chơi Call of Duty
- Phim Killer Elite do Jason Statham đóng vai chính
- Chương trình truyền hình thực tế SAS: Who Dares Wins và SAS Australia: Who Dares Wins.
- Phim truyền hình Strike Back.
- Phim truyền hình Ultimate Force.
- Phim truyền hinh SAS: Rogue Heroes.